# 義大利歐洲之星
義大利歐洲之星（義大利語：Eurostar Italia）是義大利的義大利國家鐵路過去所營運的國內鐵路/高鐵網絡，已廢除並由紅箭（Frecciarossa）等高鐵列車取代。當時ETR 500型号的高速列车在都靈－米蘭、米蘭－博洛尼亞、博洛尼亞－佛羅倫薩、羅馬－那不勒斯間的高速專用鐵軌的運行時速為300km/h，羅馬－佛羅倫薩為250km/h，其餘線路上的意大利歐洲之星列車運行時速不超過250km/h。

## 分類
當時意大利歐洲之星包括三種不同等級的車型，分別為：
- 意大利高速歐洲之星 Eurostar Italia Alta Velocità(ES AV)
- 意大利歐洲之星 Eurostar Italia(ES)
- 意大利城际歐洲之星 Eurostar City Italia (ES City)

## 外部連結
- Eurostar Italia

1. ↑  . 飛達旅遊 (台灣Eurail Pass總代理).   [2019-07-21]. （原始内容存档于2019-03-11）.